# Procladius fulvus
Procladius fulvus är en tvåvingeart som först beskrevs av Jean-Jacques Kieffer 1924.  Procladius fulvus ingår i släktet Procladius och familjen fjädermyggor.
Artens utbredningsområde är Polen. Inga underarter finns listade i Catalogue of Life.